# 유메코보
유메코보(일본어: 夢工房)는 일본에 존속했던 비디오 게임 개발사이다. 1988년에 아이콤(Aicom, エイコム)이라는 사명으로 설립됐으며, 1992년에 사미의 자회사로 합병됐다.
1996년에 사미로부터 독립해 SNK의 지원을 받아 '유메코보'로 변경해 네오지오 포켓을 포함한 SNK 기종으로 비디오 게임을 개발했다. 2001년 원 SNK의 파산과 함께 폐쇄됐다.

## 아이콤 게임 목록
- 아마곤

## 유메코보 게임 목록
- 블레이징 스타
- SNK 걸즈 파이터즈